# Calanthemis rufovittatus
Calanthemis rufovittatus är en skalbaggsart som beskrevs av Aurivillius 1907. Calanthemis rufovittatus ingår i släktet Calanthemis och familjen långhorningar. Inga underarter finns listade.